# 波旁朗西
波旁朗西（法語：Bourbon-Lancy，法語發音：[buʁbɔ̃.lɑ̃si]），法国中部城市，勃艮第-弗朗什-孔泰大区索恩-卢瓦尔省的一个市镇，隶属于沙罗勒区，其市镇面积为55.7平方公里，2022年1月1日时人口数量为4,656人，在法国城市中排名第2,213位。
波旁朗西位于索恩-卢瓦尔省西部，隔卢瓦尔河与阿列省接壤，是一个区域性的中心城市和公路枢纽。波旁朗西因其境内的温泉而闻名，当地建有索恩-卢瓦尔省内唯一的温泉疗养中心。

## 地名来源
“波旁”一名与法国历史上的波旁家族有关，其来源尚不清楚，一般认为来源于古高卢语。“朗西”一名则来源于当地历史上的领主。

## 历史
波旁朗西附近早在古典时期就已发现温泉资源，其泉水对减少风湿疼痛有明显的效果，此后该地长期为一个疗养中心。1030年，波旁朗西出现了首个修道院。1208年，波旁朗西成为讷韦尔伯爵的一处土地，后被勃艮第公国吞并，并成为公国最西端的土地。法国大革命期间，波旁朗西被更名为“贝勒维莱班”（Bellevue-les-Bains），成为索恩-卢瓦尔省的一个市镇，并在1790至1795年间为一个地区行署（相当于副省会）。1875年，途径波旁朗西的克拉姆西－卢瓦尔河畔日利铁路建成通车，后因客流不足而关闭并拆毁。

## 地理

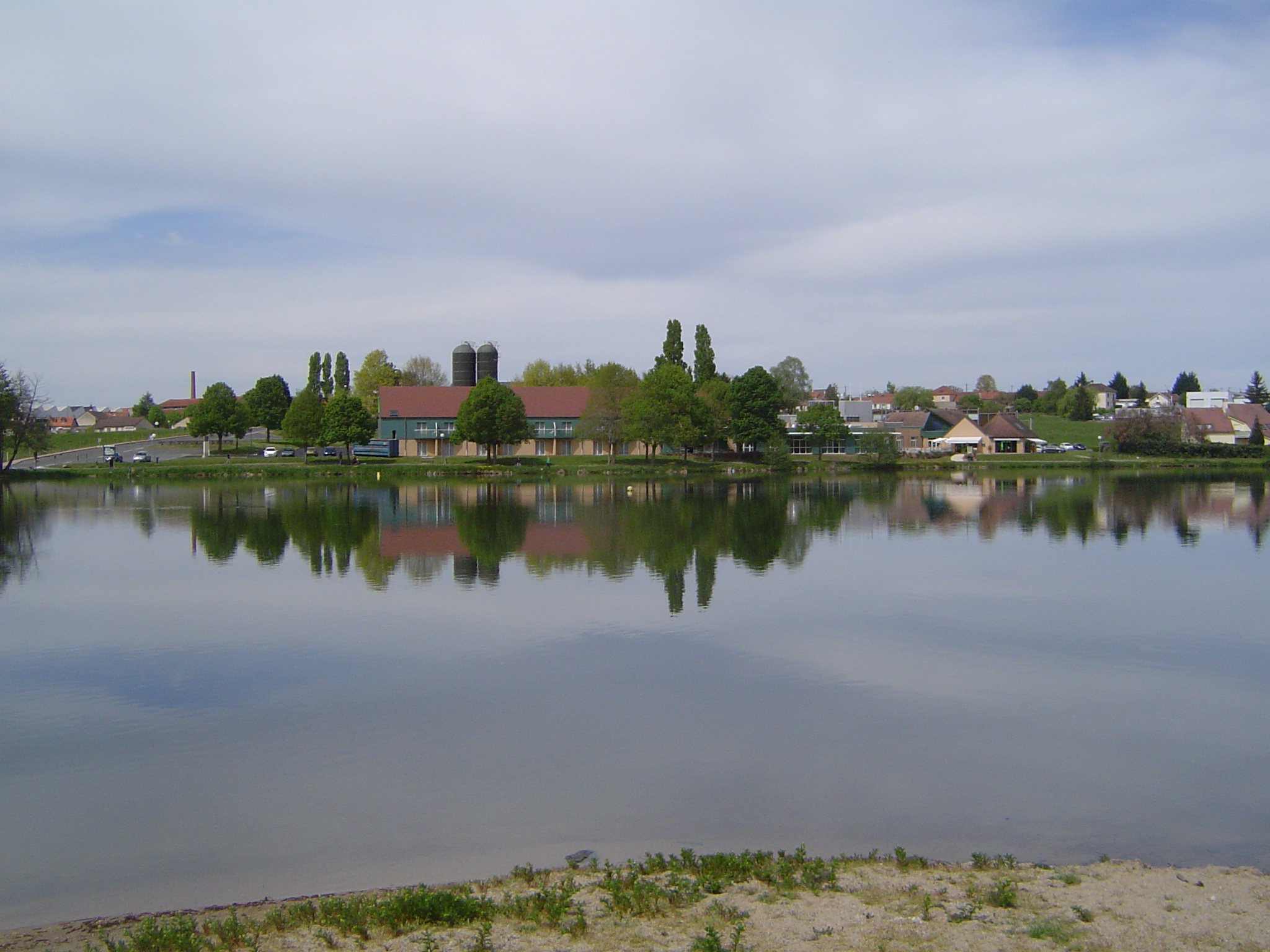
布勒伊水库

波旁朗西位于法国中部偏东，勃艮第-弗朗什-孔泰大区西南部和索恩-卢瓦尔省西部，距离省会马孔大约110公里。与波旁朗西接壤的市镇包括：博隆、昂日耶夫尔河畔加尔纳、沙尔穆、卢瓦尔河畔日利、莱姆、马尔塔、蒙村、卢瓦尔河畔圣欧班、卢瓦尔河畔维特里。

### 地形
波旁朗西位于北利马涅地区，地质上属于法国中央高原的一部分，但该区域经常年风化已无明显地形起伏，境内以浅丘为主，全境海拔在202到346米之间。

### 水文
卢瓦尔河干流自南向北流经市区西侧，波旁朗西境内有两处水库：勒布勒伊水库（Plan d'eau du Breuil）和莱索兰湖（Étang des Solins）。

### 植被
波旁朗西属于温带落叶林区，皮泽纳公园（Parc Puzenat）是市区内的主要绿地公园，此外市区南部分布有多处林地。

### 气候
波旁朗西在柯本气候分类法中属于温带海洋性气候。

## 行政区划
波旁朗西是法国勃艮第-弗朗什-孔泰大区索恩-卢瓦尔省的一个市镇，编号为71047。波旁朗西隶属于沙罗勒区、迪关县和阿鲁-卢瓦尔-索姆河间市镇公共社区。
法国国家统计与经济研究所（简称）在进行数据统计时，未将波旁朗西划入任何城市核心区或城市区内。同时，还将波旁朗西市镇分为了2个“块区”（IRIS），以便于统计人口分布情况。

## 交通

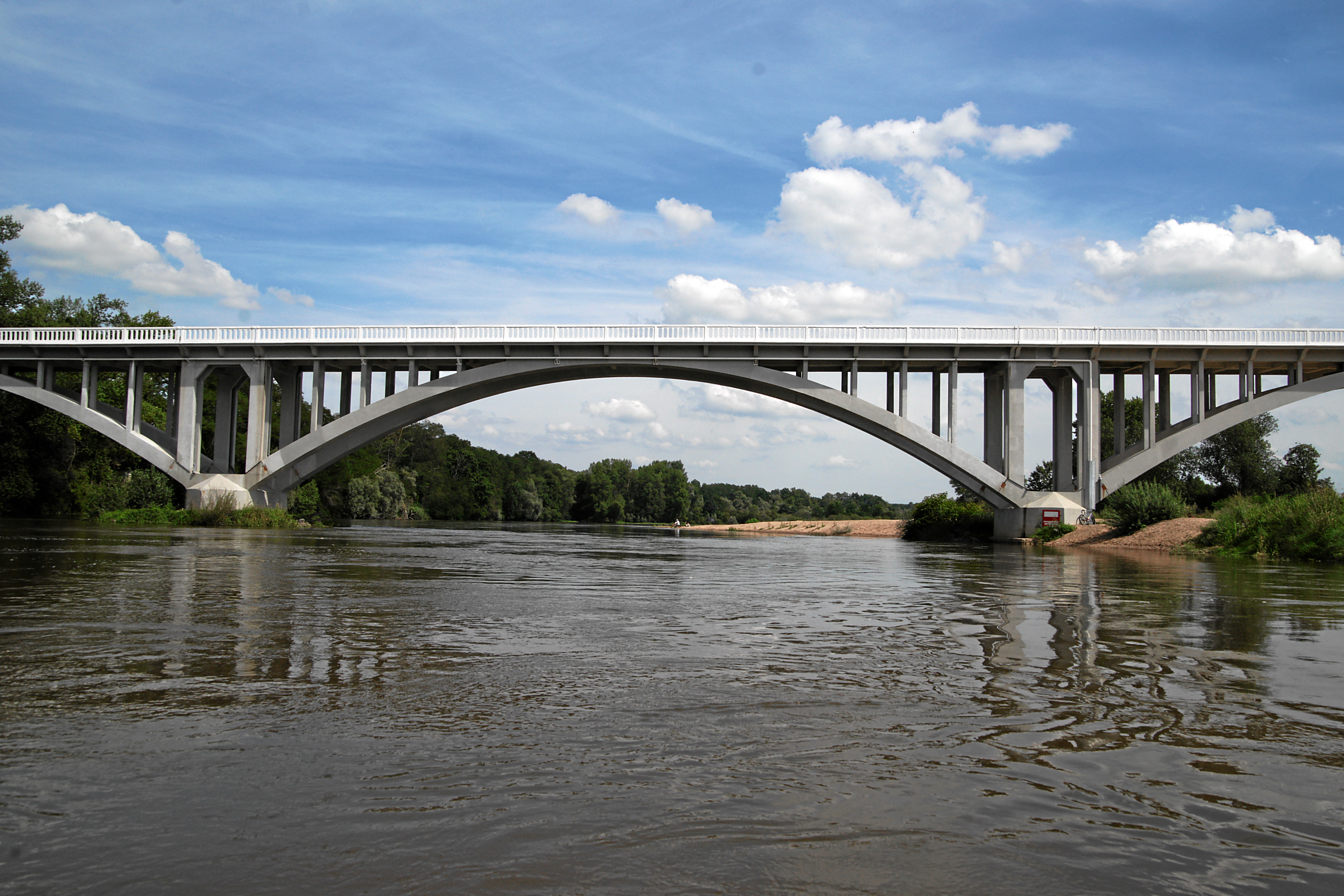
横跨卢瓦尔河的富尔诺大桥

### 公路
多条索恩-卢瓦尔省省道在波旁朗西境内交汇。阿列省城际客运D线（校车线路）可前往该省省会穆兰。
2017年，66.6%的波旁朗西家庭拥有至少一辆的私人汽车。2018年，波旁朗西境内共发生各类交通事故3起，造成3人受伤。

### 铁路
途径波旁朗西的克拉姆西－卢瓦尔河畔日利铁路已停止运行。距离波旁朗西最近的铁路车站为卢瓦尔河畔日利站，距离波旁朗西市区大约13公里，该站停靠往返于里昂和讷韦尔一线的区域列车，部分班次可直达图尔、第戎及克莱蒙费朗。

### 航空
距离波旁朗西最近的民用航空站为里昂圣埃克絮佩里机场，距离波旁朗西市中心的公路里程约187公里。

### 城市公共交通
波旁朗西暂无城市公共交通系统。

## 政治

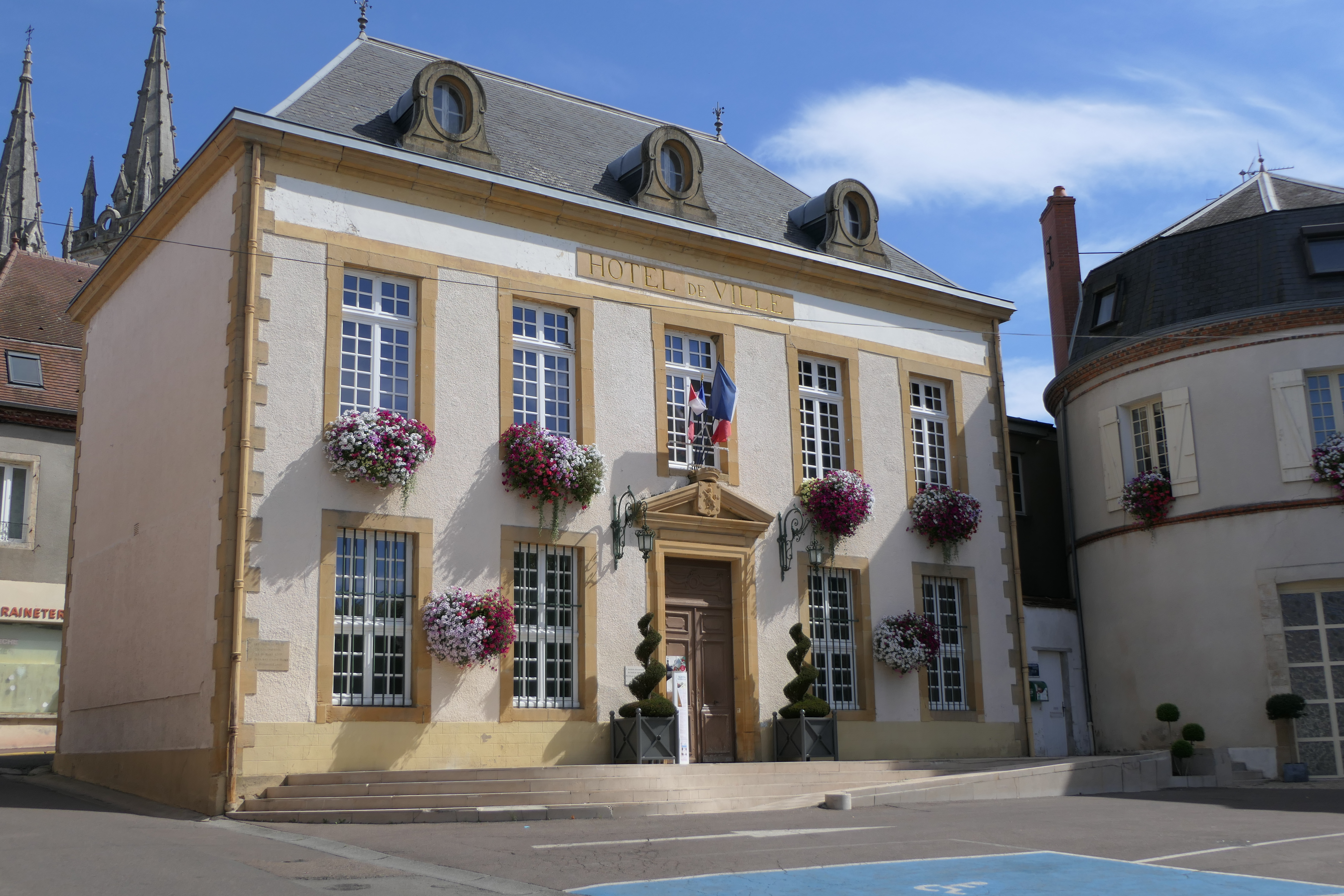
波旁朗西市政厅

波旁朗西的现任市长为艾迪特·戈尼欧女士，他是一名左翼无党派人士，在2020年的市政选举中获得了63.18%的支持率。
在2017年的法国总统大选中，法国第25任总统埃马纽埃尔·马克龙在波旁朗西获得了65.13%的支持率。

## 人口
2017年，波旁朗西市镇人口数量为4,927，在法国排名第2,213位。其中男性2,250人，女性2,677人，75岁及以上人口占15.1%，外籍人口数量为880人，人口密度为88人/平方公里，当地居民被称为（男性）或（女性）。2018年，波旁朗西境内出生32人，死亡人口100人。
| 年份   | 1936  | 1946  | 1954  | 1962  | 1968  | 1975  | 1982  | 1990  | 1999  | 2004  | 2009  | 2014  | 2017  |
| ------ | ----- | ----- | ----- | ----- | ----- | ----- | ----- | ----- | ----- | ----- | ----- | ----- | ----- |
| 人口數 | 4,595 | 4,559 | 4,846 | 6,171 | 6,263 | 6,640 | 6,507 | 6,178 | 5,634 | 5,502 | 5,275 | 5,069 | 4,927 |

## 经济
波旁朗西是一个区域性的中心城市，当地共有各类用人单位558家，其中98.66%为中小型企业（PME），平均历史为19年，行政、医疗及社会服务是当地的主要就业岗位类型。

## 财政收入
2018年，波旁朗西的财政收入总额为9,128,010欧元，财政支出总额为8,603,960欧元，当年的债务总额为8,554,590欧元。
2015年，波旁朗西的人均月收入总额为2,680欧元，其中高职人员为4,228欧元，普通职员为1,732欧元。
2017年，波旁朗西境内的青壮年（15至64岁）失业率为11.3%，当地40.3%的家庭拥有纳税资格。

## 社会事务

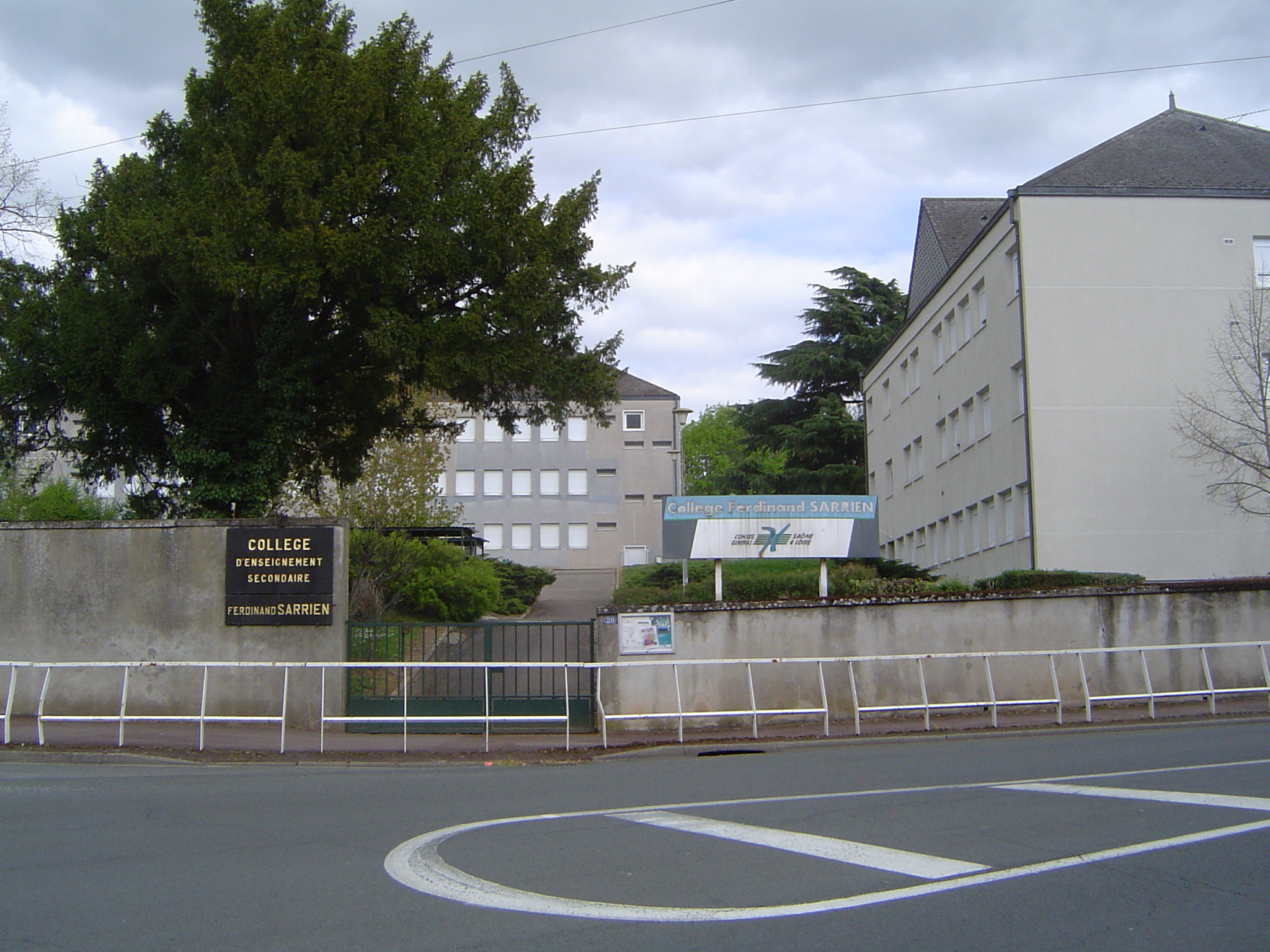
波旁朗西境内的一处初级中学

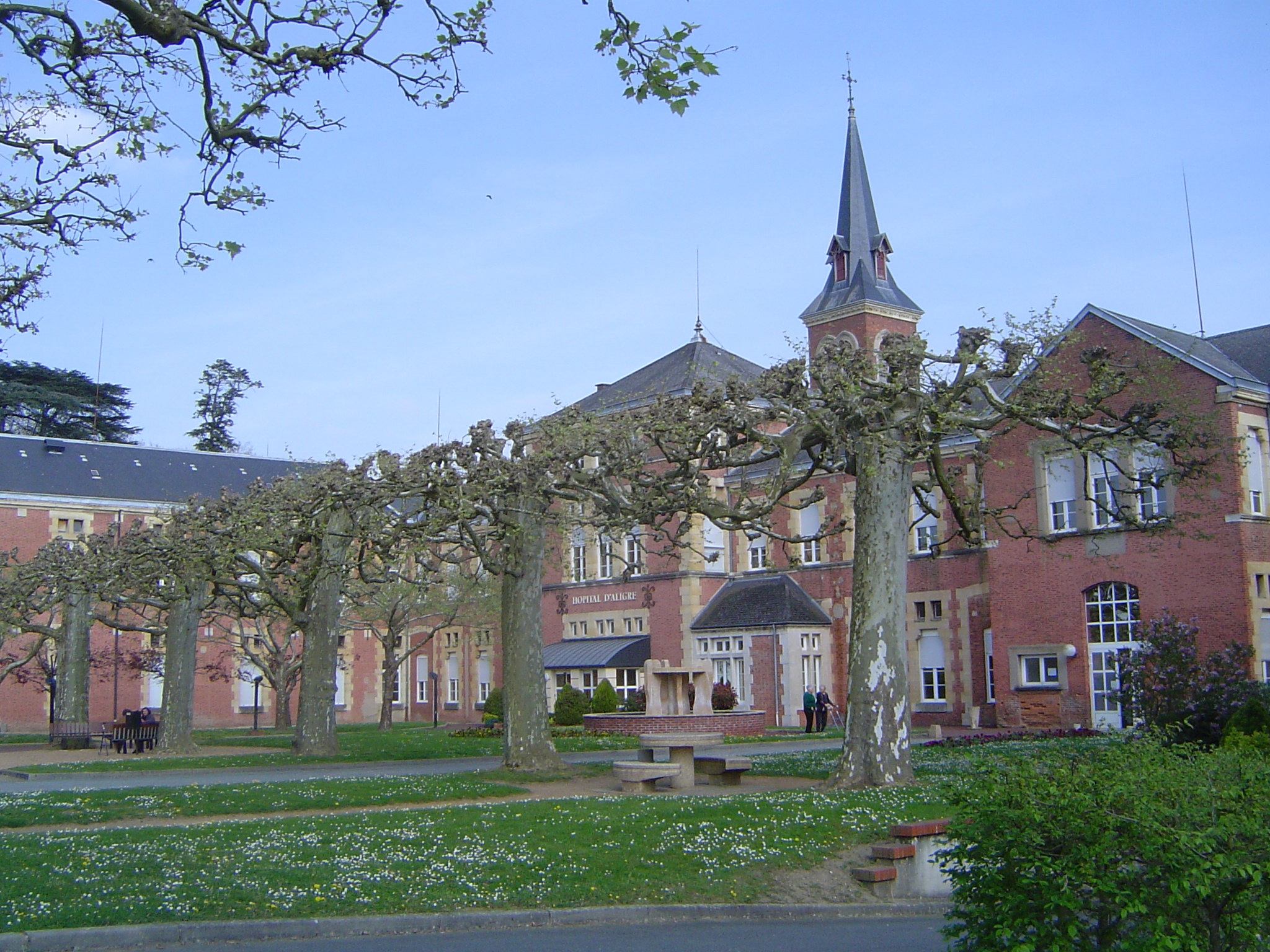
波旁朗西中心医院

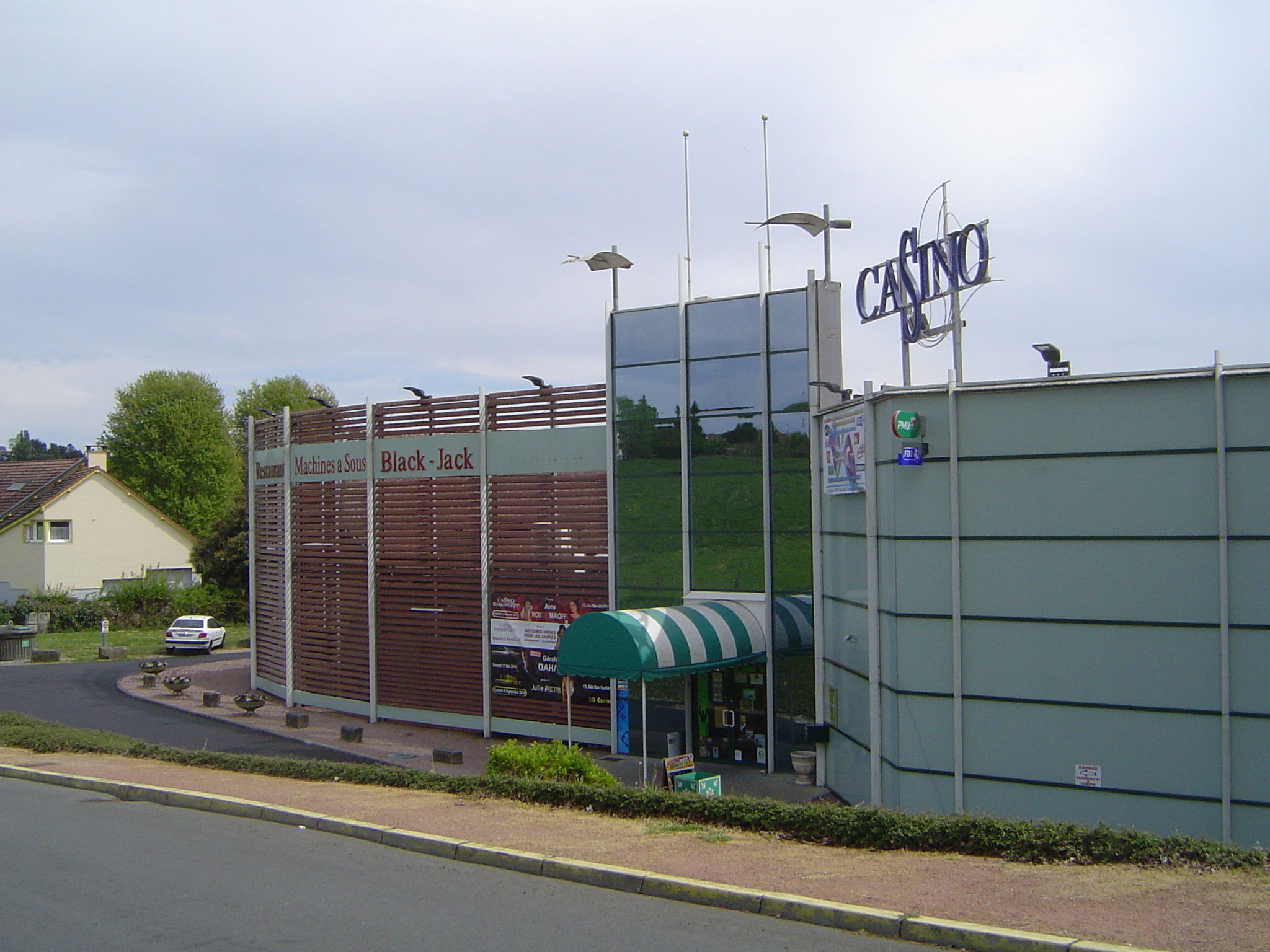
波旁朗西的一处赌场

### 教育
波旁朗西属于第戎学区。截止2019年1月1日，波旁朗西境内共有2所幼儿园、2所小学和1所初级中学。 2018至2019学年度，波旁朗西境内共有在校中等教育阶段学生353名。

### 医疗
截止2019年1月1日，波旁朗西境内共有全科医生5名、保健师7名、牙医4名、护士16名和助产士1名。境内共有药房3家、养老院1家、残疾人帮扶中心0家。
波旁朗西中心医院，全名为“波旁朗西丰达雄达利格尔中心医院”（Centre Hospitalier Fondation d'Aligre de Bourbon-Lancy），是法国的一个区域性医疗机构，其主病区位于波旁朗西市区，设有床位306个，是当地规模最大的公立综合性医院。

### 住房
2017年，波旁朗西境内共有各类住房3,120套，其中71.7%为独立式居民区，28%为集中式居民区。常住房屋占波旁朗西市镇范围内居民建筑总量的90.1%。

### 商业
2018年，波旁朗西境内共有各类实体商铺109家，其中餐厅13家、大型超市4家、面包房6家、肉铺3家、书店2家、装饰品店4家、银行门店5家、美容美发店11家、汽车维修店8家。市区西部建有Intermarché大型超市。

### 体育
2019年，波旁朗西境内共有2家游泳池、2间体育馆、1座综合体育场、4处网球场、1处马术场、3处足球或橄榄球场、3处篮球或排球场以及1处高尔夫球场。
波旁朗西足球俱乐部（US Bourbon-Lancy FPT Football）是当地的一支足球队，2020至2021赛季参加索恩-卢瓦尔省足球联赛。

### 环境
波旁朗西的环境事务由其所属的公共社区负责。2018年，波旁朗西境内共有1家污染企业。

### 治安
2018年，波旁朗西市镇范围内有1处宪兵队。
2014年，波旁朗西及附近地区共发生各类案件1,962起，其中盗窃类案件1,064起，经济类案件256起，毒品交易类案件220起。

## 文化
2019年，波旁朗西境内共有1家电影院和1家博物馆。波旁朗西市政府提供多媒体中心，向公众全年开放。

### 建筑
波旁朗西境内有多处法国国家文物保护单位，其中波旁朗西圣纳泽尔教堂、钟楼塔、波旁朗西城墙等为当地的代表性建筑物。

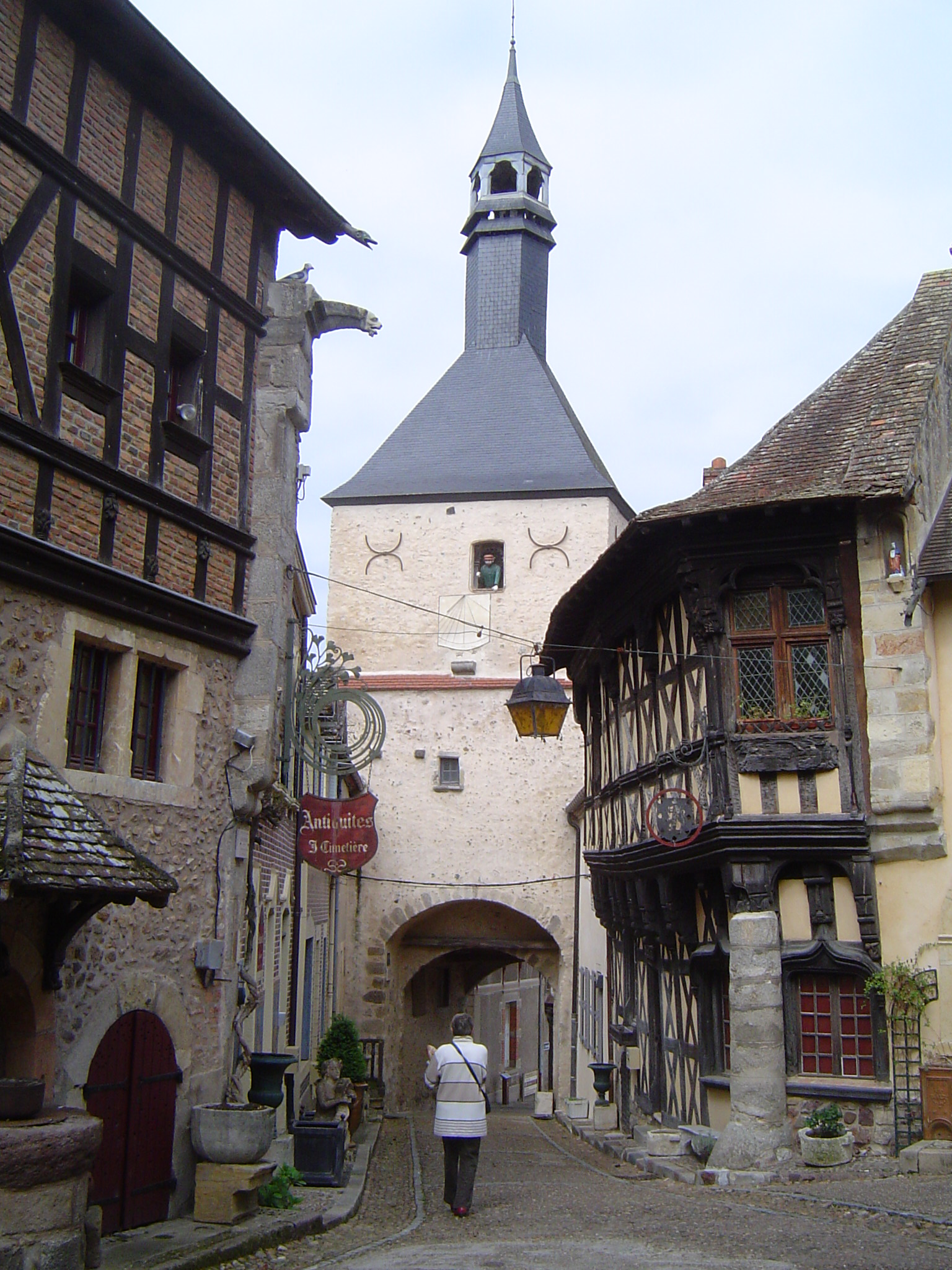
钟楼塔（法语：Tour du beffroi (Bourbon-Lancy)）
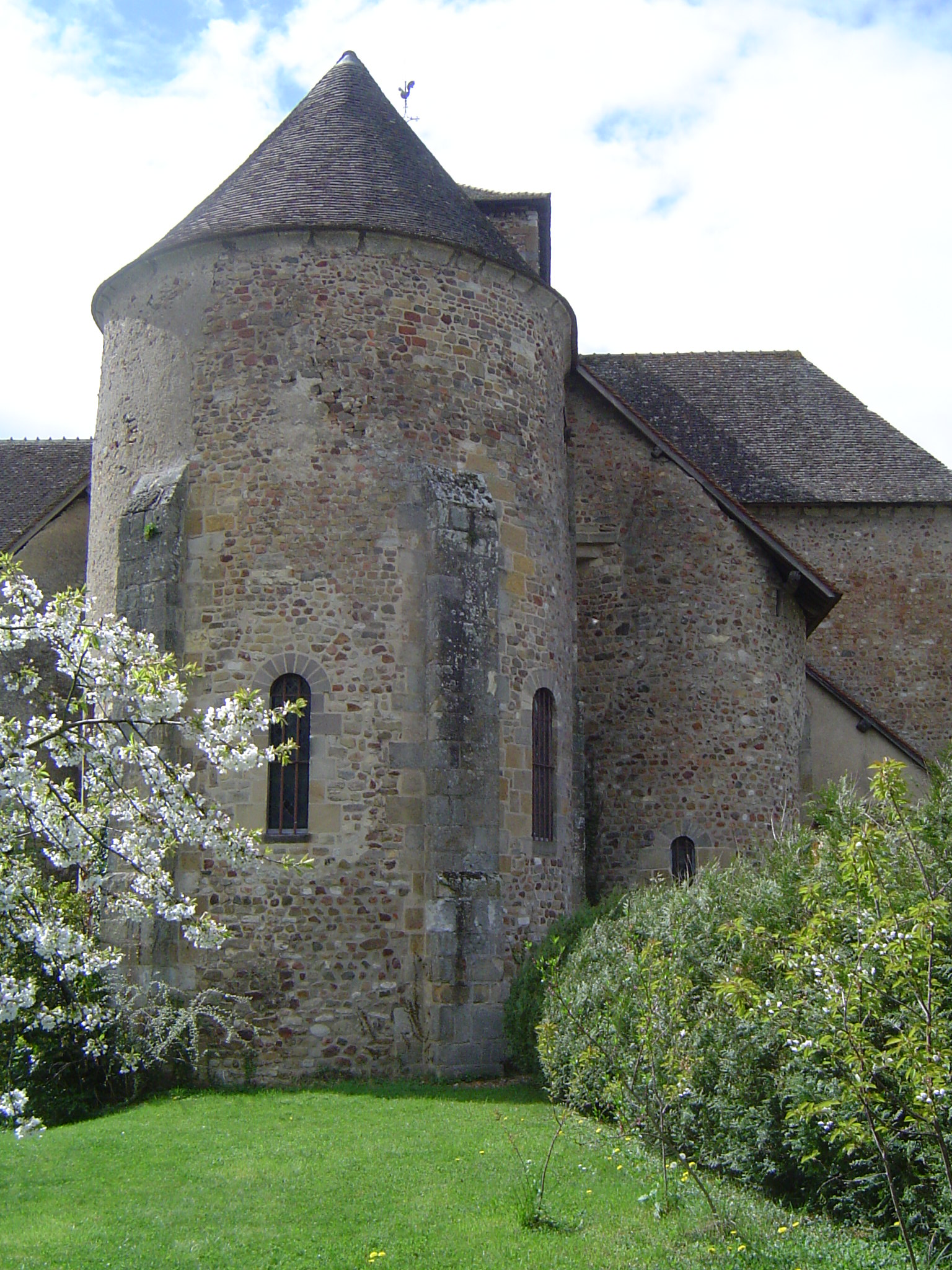
波旁朗西圣纳泽尔教堂（法语：Église Saint-Nazaire de Bourbon-Lancy）
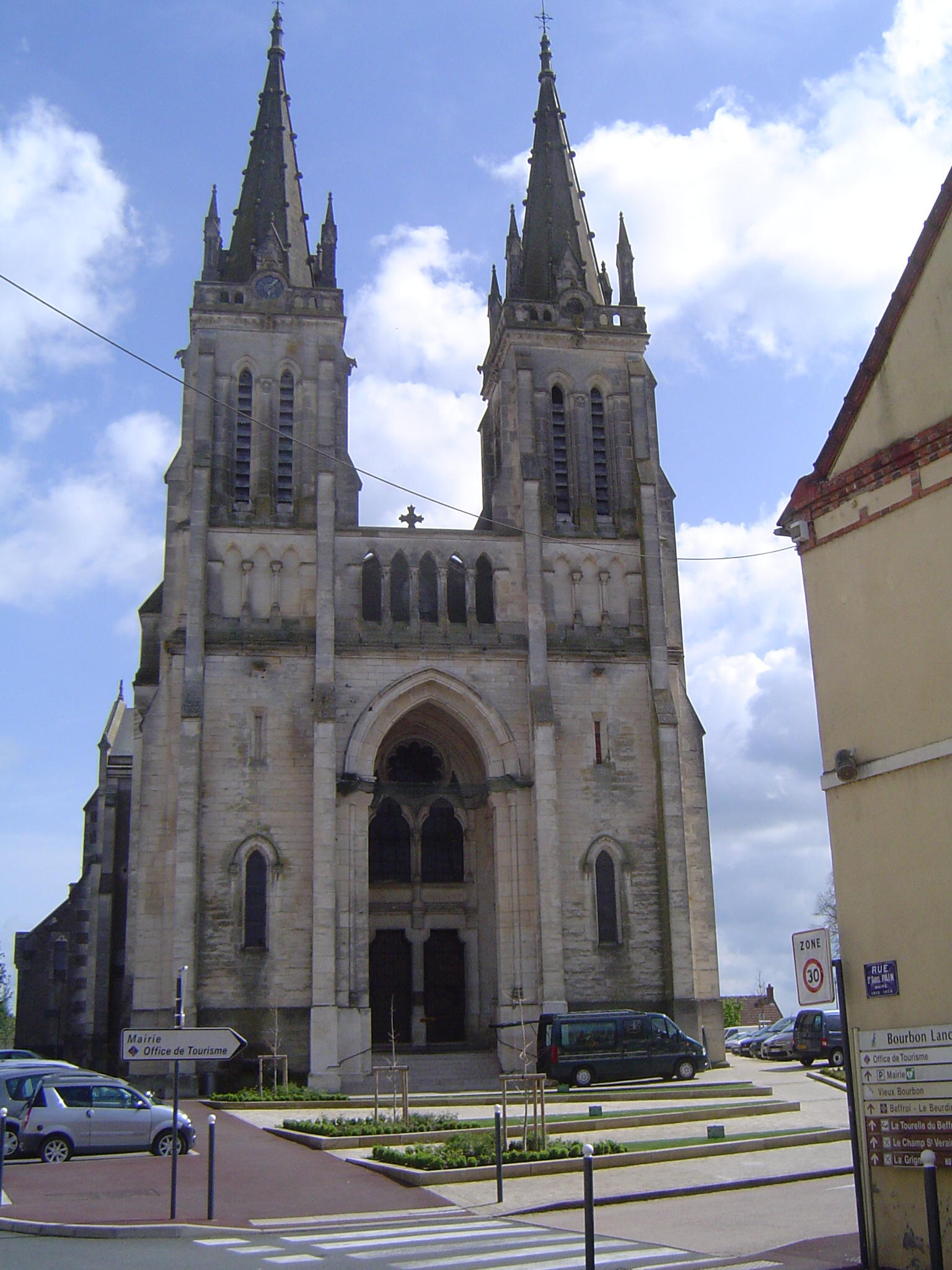
圣心教堂
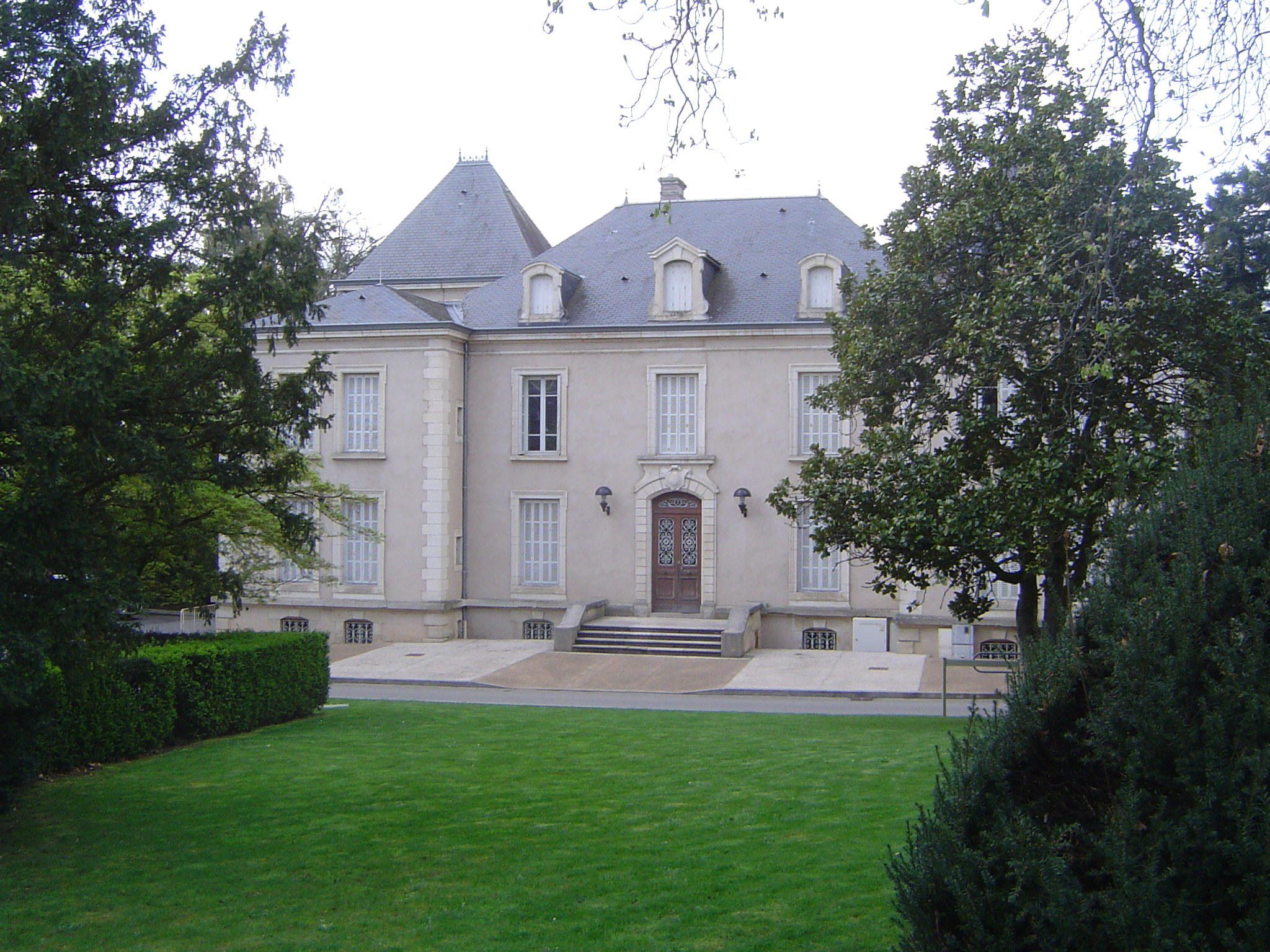
皮泽纳城堡
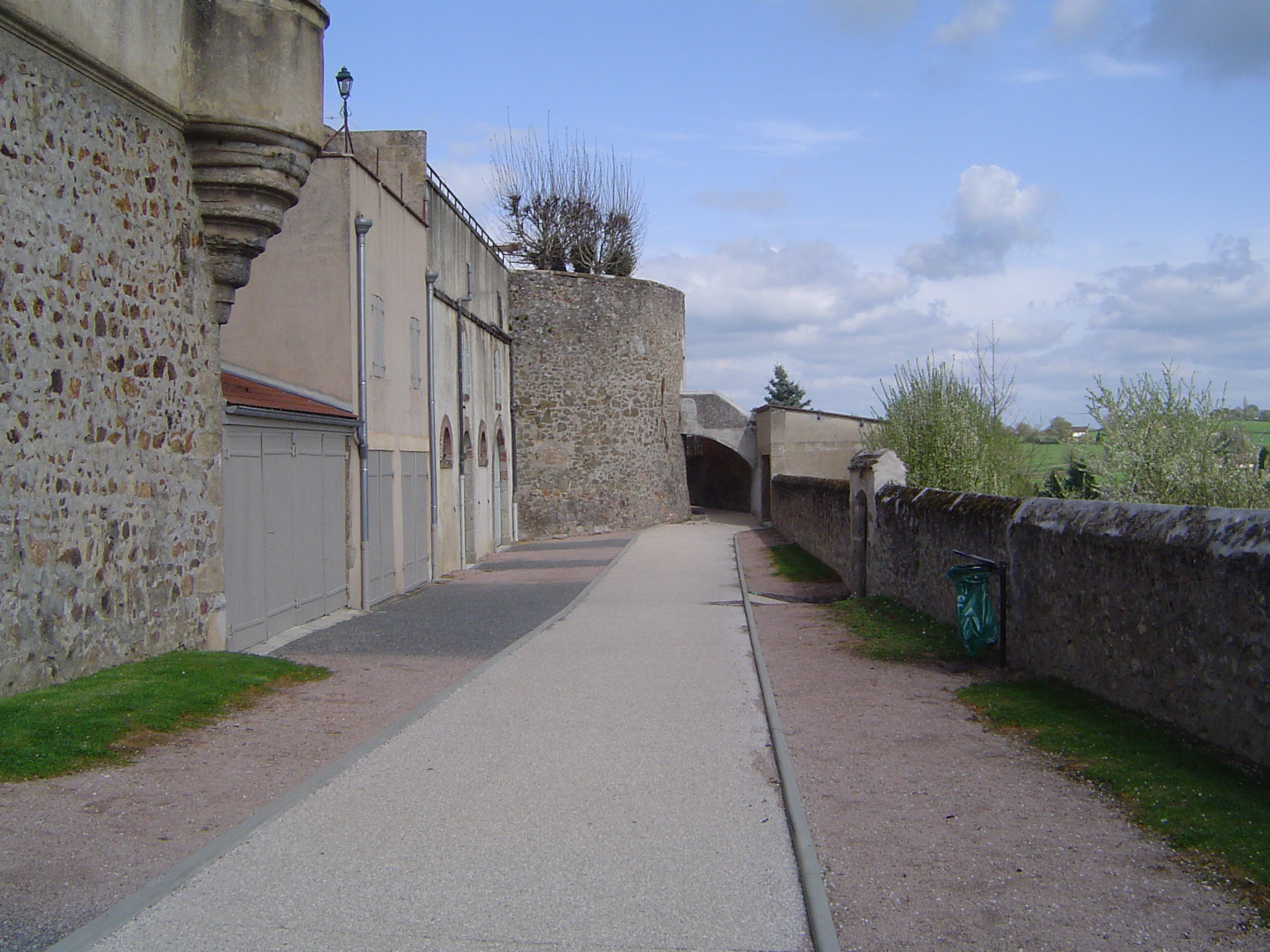
城墙遗址

### 旅游
波旁朗西的旅游事务由其所属的公共社区负责。2020年，波旁朗西境内共有3家宾馆共计68间房间；另有2个露营地，可容纳共95辆露营车。

### 媒体
法国主要的媒体均可在波旁朗西接收，法国电视三台下属的勃艮第-弗朗什-孔泰大区频道在部分时段播出波旁朗西所属区域的地方新闻。

## 相关人物
法国政治家费尔迪南·萨里安和自行车运动员米歇尔·洛朗出生于波旁朗西。

## 友好城市
截至2020年12月，波旁朗西共与三座城市互为友好城市关系：
- 德国 萨尔韦林根
- 捷克 斯托霍夫
- 伊內卡爾